# Ophiorrhiza teysmannii
Ophiorrhiza teysmannii är en måreväxtart som beskrevs av Friedrich Anton Wilhelm Miquel. Ophiorrhiza teysmannii ingår i släktet Ophiorrhiza och familjen måreväxter. Inga underarter finns listade i Catalogue of Life.